# Batalla de Tanga

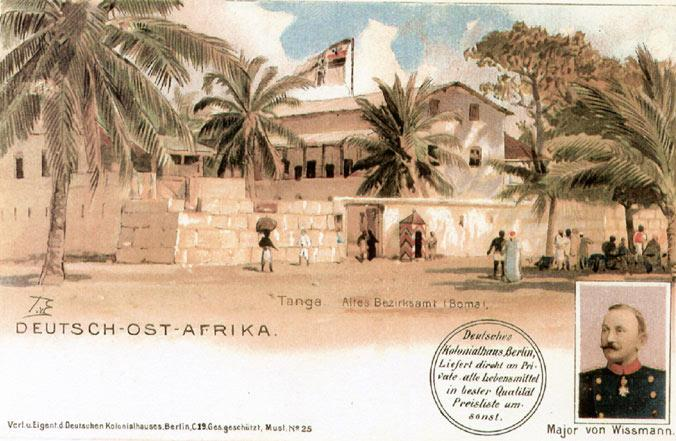
Postal de Tanga (1914).

La batalla de Tanga, librada entre los ejércitos coloniales de Gran Bretaña y Alemania, fue el mayor enfrentamiento de la Primera Guerra Mundial que se desarrolló en suelo africano. El objetivo fallido de los británicos era la ocupación del África Oriental Alemana.
Los mandos británicos decidieron atacar la ciudad de Tanga como primer paso para la conquista de la colonia mediante un ataque anfibio. La plaza, situada en una meseta a solo 80 km al sur de la frontera con el África Oriental Británica era el puerto alemán más importante de la zona y el final del importante ferrocarril de Usambara. El primer plan de ataque británico consistía en el bombardeo del puerto por parte de barcos de guerra, pero esta idea se abandonó tras firmarse un acuerdo de no agresión con la población, confiando en que podría rendirse a la vista de la flota sin que ésta tuviese que disparar una sola vez (véase "Diplomacia de cañonero").
Tras unos días de inactividad llegó a la zona el crucero protegido HMS Fox, que anunció el fin unilateral del acuerdo. La población y las tropas presentes en la ciudad, en un principio formadas por una sola compañía de askaris, se prepararon para el combate. El comandante de las tropas alemanas en África Oriental, Paul von Lettow-Vorbeck, dirigió entonces la movilización de soldados desde las regiones circundantes a la ciudad, hasta contar con 1100 efectivos con los que plantar cara a los británicos.
Al ver que se producían maniobras alemanas, pero solo en tierra, el general británico Arthur Aitken asumió erróneamente que los alemanes habían minado la zona que rodeaba al puerto y decidió no bombardearlo. En su lugar, ordenó que la flota marchase 3 millas hacia el sur y desembarcase allí la fuerza de 8000 reservistas indios con los que planeaba tomar la ciudad. La decisión no pudo ser más errónea, ya que las tropas indias no estaban entrenadas para un objetivo de este tipo y el mando británico no disponía de información sobre la zona de desembarco al no haber mandado exploradores previamente a la región. Tras pasar la noche del 3 de noviembre allí, Aitken ordenó a sus tropas que se dirigiesen hacia la ciudad a la mañana siguiente. No se pudo explorar la zona previamente y las tropas británicas tuvieron que marchar directamente a ciegas, lo que facilitó que cayeran en una emboscada de la guarnición de Tanga, iniciándose así la batalla. Al caer la tarde, tras varias horas de lucha en la selva, los soldados comenzaron a ser atacados por enjambres de abejas salvajes, razón por al cual este enfrentamiento también es conocido como "batalla de las abejas".
A pesar de ser superado por 8 hombres a 1, Paul von Lettow-Vorbeck consiguió mantener a raya las tropas británicas y ordenó un contraataque exitoso, obligándolas a volver a los botes de los que habían desembarcado. En su desordenada huida, los soldados indios abandonaron un gran número de fusiles, ametralladoras y más de 600 000 balas que fueron capturados por las tropas alemanas. En lugar de ensañarse con el ejército en retirada, Paul von Lettow-Vorbeck salió al paso de los soldados que ya embarcaban bajo una bandera blanca y solicitó una conversación amistosa con Aitken, a la que éste accedió. Entonces intercambiaron opiniones en la playa mientras compartían una botella de brandy. El comandante alemán también ordenó a los médicos de su ejército que atendiesen a los soldados indios heridos.
Esta fácil victoria para los alemanes fue la primera que Paul von Lettow-Vorbeck consiguió en la Primera Guerra Mundial, en la que llegaría a ser imbatible y se convertiría en un héroe a su regreso a Alemania. Para los británicos, Tanga significó la pérdida del factor sorpresa y el abandono de la idea de ocupar el África Oriental Alemana por medio de una única acción rápida, como ya se había puesto en práctica con otras colonias alemanas como Togo, Camerún, Namibia y Nueva Guinea. Seguiría, pues, una larga guerra de 4 años en el este de África, en la que el minúsculo ejército colonial alemán mantuvo en jaque a unas fuerzas británicas compuestas por cientos de miles de hombres y cuya resistencia duró dos semanas más que la del propio Imperio alemán en Europa.
- Datos: Q704921
- Multimedia: Battle of Tanga / Q704921